# Тодірел
Тодірел (рум. Todirel) — село у повіті Ясси в Румунії. Входить до складу комуни Бирнова.
Село розташоване на відстані 315 км на північ від Бухареста, 10 км на південь від Ясс.

## Населення
За даними перепису населення 2002 року у селі проживали 575 осіб, усі — румуни. Усі жителі села рідною мовою назвали румунську.